# Ticker-tape parade

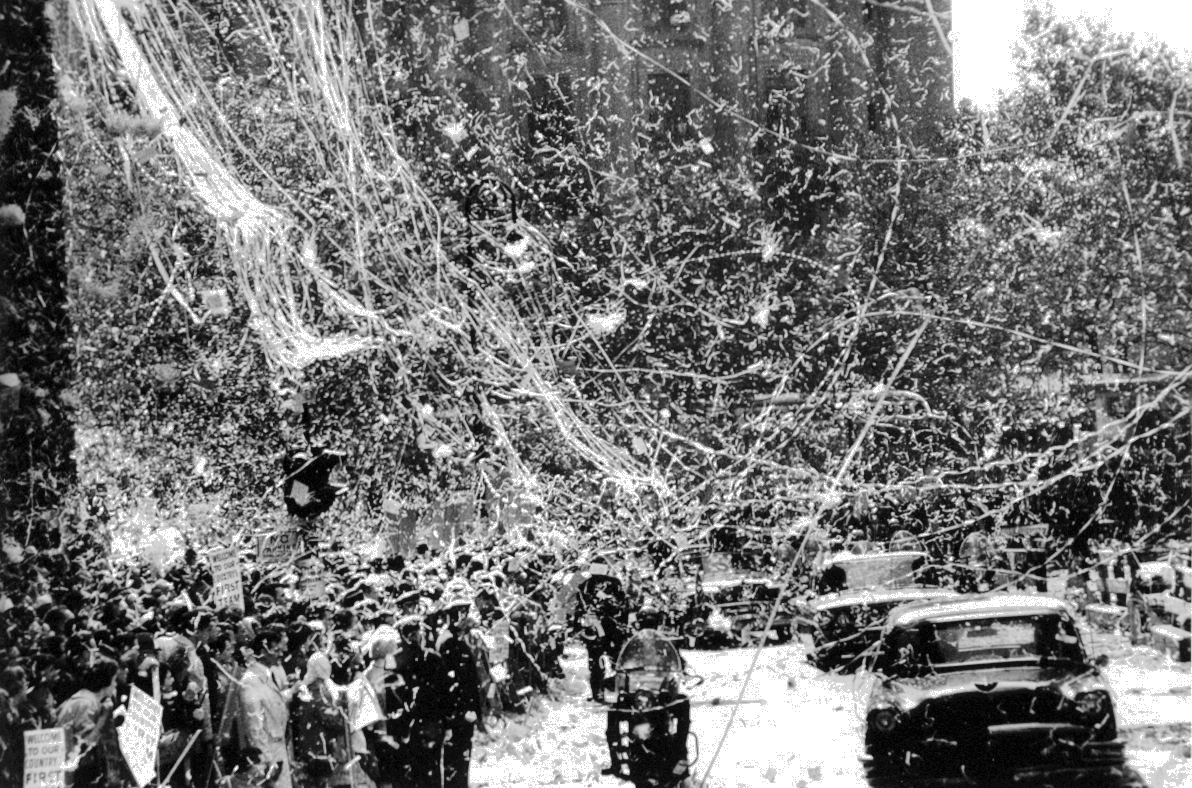
Ticker-tape parade pour le candidat à la présidence Richard Nixon à New York en 1960.

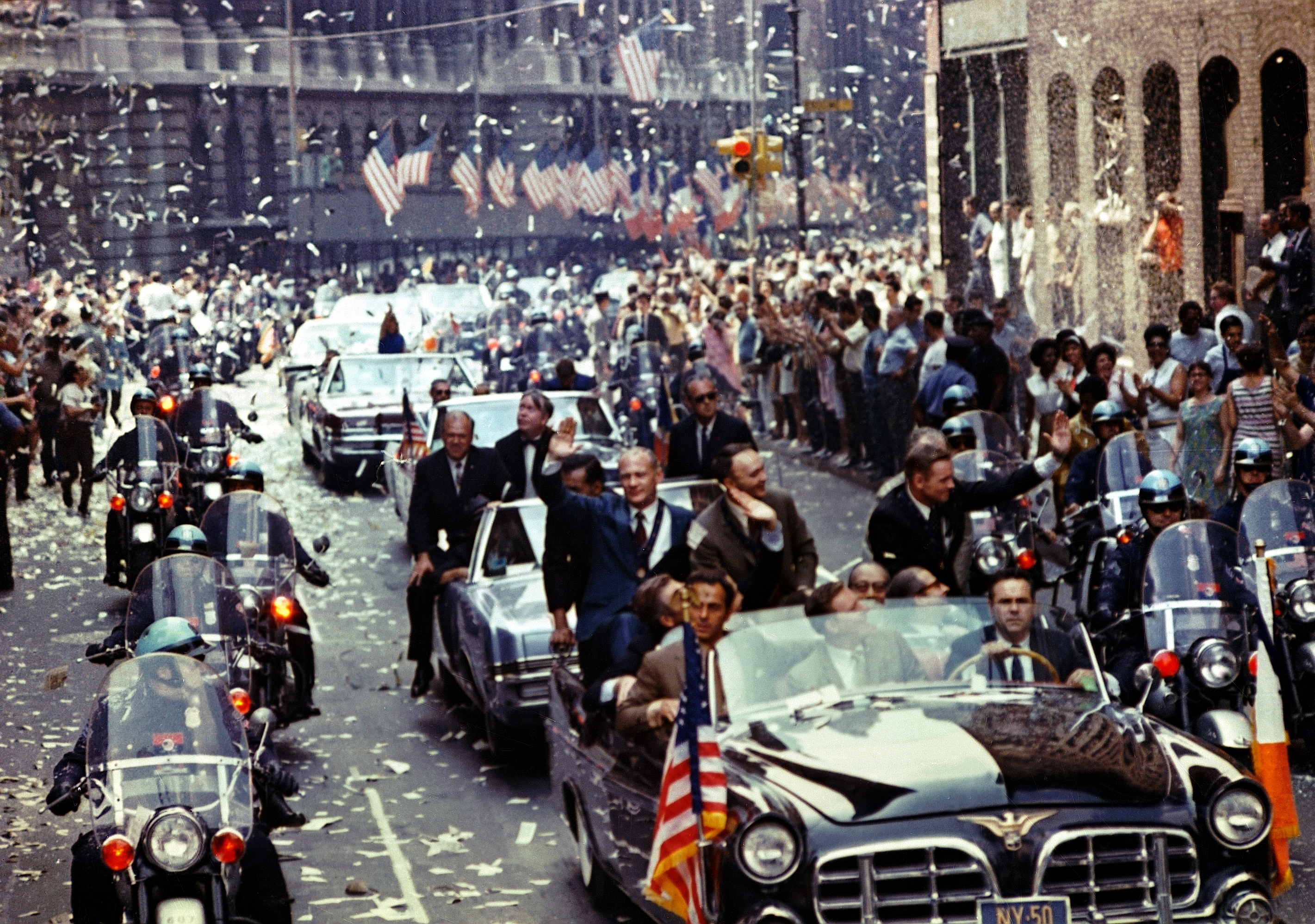
Ticker-tape parade à New York en l'honneur des astronautes d'Apollo 11, en août 1969.

Une ticker-tape parade est une parade tenue dans un centre urbain, qui consiste au lâcher de grandes quantités de morceaux de papier depuis les fenêtres donnant sur le lieu où se déroule la parade, créant un effet triomphal visuellement similaire à une tempête de neige.
L'origine de l'expression ticker-tape parade remonte à une célébration spontanée qui eut lieu le 29 octobre 1886 à New York, durant l'inauguration de la statue de la Liberté. Le terme reste étroitement lié à la ville de New York. Les morceaux de papier utilisés étaient originellement les bandes des télégraphes électriques — devenus plus tard celles des téléscripteurs boursiers (ticker tapes), puis de télex. En 1892, l'emploi de ces mêmes bandes au Carnaval de Paris est à l'origine de l'invention du serpentin.
De nos jours, le papier utilisé est constitué de documents détruits.
Très courantes entre 1920 et 1960, les parades ont commencé à se raréfier après l'assassinat du président Kennedy en novembre 1963[réf. souhaitée]. De nos jours, elles perdurent principalement en l'honneur des équipes sportives de New York (ex : lorsque les New York Yankees, les New York Giants ou les New York Rangers remportent une compétition). Quelques personnalités continuent d'être honorées par une parade, comme Nelson Mandela en 1990 (peu après sa libération), mais également à deux reprises l'équipe féminine américaine de football après ses victoires en Coupe monde en 2015, puis en 2019.
Dans l'album Tintin en Amérique, Tintin est célébré par un ticker-tape à la fin de l'album.